# Octopus joubini
Octopus joubini är en bläckfiskart som beskrevs av Robson 1929. Octopus joubini ingår i släktet Octopus och familjen Octopodidae. Inga underarter finns listade i Catalogue of Life.